# Почения
Поченѝя (на италиански: Pocenia; на фриулски: Pucinìe, Пучиние) е малко градче и община в Северна Италия, провинция Удине, автономен регион Фриули-Венеция Джулия. Разположено е на 9 m надморска височина. Населението на общината е 2619 души (към 2010 г.).